# Lưu Hu (Đông Hán)
Lưu Hu (chữ Hán: 刘纡, ? – 29), sinh quán Tuy Dương, Lương Quận, Dự Châu , hoàng thân nhà Hán, được công nhận trên danh nghĩa là thủ lĩnh tối cao của các lực lượng quân phiệt vùng Quan Đông  vào đầu đời Đông Hán trong lịch sử Trung Quốc.

## Cuộc đời và sự nghiệp
Hu là cháu trực hệ 9 đời của Lương Hiếu vương Lưu Vũ. Phả hệ các đời Lương vương từ Lưu Vũ đến Lưu Hu như sau: Lưu Vũ → Lưu Mãi → Lưu Tương → Lưu Vô Thương → Lưu Định Quốc → Lưu Toại → Lưu Gia → Lưu Lập → Lưu Vĩnh → Lưu Hu. Cha là Lưu Vĩnh, được Canh Thủy đế phong Lương vương, sau khi chính quyền Canh Thủy diệt vong thì tự xưng đế.  
Mùa xuân năm Kiến Vũ thứ 3 (27), Lưu Vĩnh bị quân đội của Hán Quang Vũ đế đánh bại, trên đường tháo chạy khỏi thành Hồ Lăng thuộc quận Sơn Dương thì bị bộ tướng giết hại. Các thủ lĩnh Tô Mậu, Chu Kiến cùng lập Hu làm Lương vương tại Thùy Huệ tụ thuộc huyện Sơn Tang, quận Bái.  
Mùa thu năm thứ 4 (27) hoặc tháng 2 ÂL năm thứ 5 (28) , tướng Hán là bọn Bộ lỗ tướng quân Mã Vũ, Kỵ đô úy Vương Bá vây Thùy Huệ, Lưu Hu cùng Mậu, Kiến đem quân ra thành giao chiến, không địch nổi; lại thêm cháu gọi Kiến bằng bác là Chu Tụng đóng cửa thành hàng Hán, bọn Hu tan chạy. Kiến chết trên đường, Mậu chạy sang Hạ Bi nương nhờ thủ lĩnh Đổng Hiến, Hu chạy sang Tây Phòng nương nhờ thủ lĩnh Giảo Cường.   
Năm thứ 5 (29), tướng Hán là Phiêu kỵ đại tướng quân Đỗ Mậu đánh Tây Phòng, Giảo Cường cùng Hu chạy sang Hạ Bi nương nhờ Đổng Hiến. Khi ấy tướng Hán là Bình địch tướng quân Bàng Manh làm phản, tập kích Hổ nha đại tướng quân Cái Duyên, rồi liên kết với Đổng Hiến. Lưu Tú nghe tin, bèn thân chinh thảo phạt Bàng Manh. Đổng Hiến cùng bọn Lưu Hu, Tô Mậu, Giảo Cường cũng rời Hạ Bi, lui về Lan Lăng, nhằm giúp sức cho Bàng Manh. Hiến sai Mậu, Cường hợp binh với Bàng Manh, tiến vây Đào Thành, Hu theo Hiến ở phía sau. Manh, Mậu, Cường đại bại ở Đào Thành, trong đêm bỏ trốn, Hiến cùng Hu dốc hết mấy vạn quân, đóng đồn ở Xương Lự, tiến đến Tân Dương. Hiến bị quân Hán đánh bại 3 trận nữa, Hiến, Hu cuối cùng phải tan chạy, mỗi người mỗi ngả. Hu trong lúc hoang mang không biết phải về đâu, thì bị tên lính là Cao Hỗ giết chết, dâng đầu hàng Hán.   